# Neutorbrücke (Ulm)
Die Neutorbrücke ist eine zum Beginn des 20. Jahrhunderts errichtete Straßenbrücke in Ulm, die die Neutorstraße über die Gleisanlagen der Eisenbahnstrecken nach Stuttgart und Aalen überführt und das Stadtzentrum mit dem Kienlesberg und dem Michelsberg verbindet. Sie steht seit 1990 unter Denkmalschutz.

## Beschreibung
Die Neutorbrücke wurde zwischen 1906 und 1907 im Auftrag der Königlich Württembergischen Staats-Eisenbahnen nach den Plänen der Stuttgarter Ingenieure Levi und Büttner von der Maschinenfabrik Esslingen gebaut, um die Gleise der Filstalbahn und der Brenzbahn zu überqueren. Sie hat zwei Fahrspuren und außerhalb der Träger auf beiden Seiten einen Gehweg.
Mit ihren beiden auf Stampfbeton-Pfeilern stehenden Pylonen und den geschwungenen Obergurten der seitlichen Träger sieht sie ähnlich wie eine Kettenbrücke aus. Ihre eiserne, genietete Fachwerkkonstruktion lagert auf zwei Pfeilern und überspannt drei Öffnungen. Die über den Pfeilern stehenden eisernen Pylone sind mit einem durchbrochenen, unten gerundeten Querriegel zu einem Portal verbunden. An den mit einer vergoldeten Krone versehenen Scheiteln der Bögen ist das Ulmer Wappen angebracht. Die oberen Enden der Pylone sind mit neugotischen Türmchen und vergoldeten Spitzen versehen.
Entgegen dem äußeren Anschein handelt es sich bei der insgesamt 112,2 m langen Konstruktion mit drei Öffnungen von 28,90 m – 54,40 m – 28,90 m jedoch um eine Auslegerbrücke mit einem Gerberträger. Die äußeren 44,2 m langen Brückenträger reichen von den Widerlagern über den jeweiligen Pfeiler als Kragträger 15,3 m in die Hauptöffnung hinein. Die verbleibende Öffnung wurde mit einem 23,8 m langen Gerberträger geschlossen. Die Gerbergelenke befinden sich im Untergurt. Um die Obergurte ohne optische Unterbrechung durchgehen zu lassen, wurden über den Gelenken nicht tragende, über Langlöcher angeschlossene Blindstäbe eingefügt. Die beiden Fachwerkträger haben einen Pfeilerachsabstand von 7,0 m, die auf seitlich auskragenden Konsolen liegenden Gehwege sind 2,30 m breit. Der Oberbau besteht aus einer Eisenkonstruktion mit Längs-, Quer- und Hauptträgern, auf denen Fahrbahn- und Gehwegplatten aus Beton aufliegen, auf die der Asphalt-Fahrbahnbelag aufgebracht wurde.
Die Neutorbrücke ähnelt der größeren, 1891 erbauten und 1945 zerstörten Friedrichsbrücke in Mannheim sowie der ebenfalls etwas größeren, 1903 eröffneten Salzachbrücke zwischen Laufen und Oberndorf bei Salzburg. Eine ähnliche Konstruktionsweise haben auch die Freiheitsbrücke (1896) in Budapest und der Eiserne Steg (1912) in Frankfurt am Main.
Die Neutorbrücke wurde in den Jahren 1987 bis 1989 renoviert und unter Denkmalschutz gestellt. Die zur Wissenschaftsstadt führenden neuen Straßenbahngleise erhielten einen nebenstehenden Brückenbau, der nicht für Kraftfahrzeuge nutzbar ist.